# Fehmii perrieri
Fehmii perrieri là một loài bọ cánh cứng trong họ Cerambycidae.